# Kristin Hallenga
Kristin Hallenga (Norden, Alemania, 11 de noviembre de 1985 - Newquay, Inglaterra, 6 de mayo de 2024) fue una periodista y filántropa británica.

## Biografía
Hija de Jane Hallenga. Estudió en la Universidad Nottingham Trent. Fue diagnosticada con cáncer de mama en etapa cuatro en 2009 a los veintitrés años y creó: CoppaFeel!, organización benéfica de concienciación sobre esta enfermedad, para garantizar un diagnóstico temprano.
Falleció el 6 de mayo de 2024 a los 38 años, de cáncer de mama.

### Libro
- 2021,  Glittering a Turd